# Françoise Moudouthe
Françoise  Moudouthe est une activiste féministe panafricaine d'origine camerounaise passionnée pour les droits des filles et des femmes africaines. Fondatrice de la plateforme Eyala, elle est l'actuelle CEO du Fonds de développement des femmes africaines depuis 2021,. 

## Biographie

### Études
Françoise Moudouthe est titulaire d'un Master en affaires internationales de Sciences Po Paris. 

### Carrière
Françoise Moudouthe commence sa carrière au secrétariat de The Elders. Entre 2010 et 2011, alors chargée de renforcer le portefeuille de l'égalité entre les hommes et les femmes, elle travaille directement avec le directeur général de l'organisation pour développer la campagne de plaidoyer de The Elders visant à faire de l'élimination du mariage des enfants une priorité dans le programme de développement mondial. 
Par la suite, Françoise Moudouthe travaille pendant cinq ans au secrétariat de l'ONG Filles, Pas Épouses,,. Au sein de cette organisation, elle est chargée de développer et de mettre en oeuvre des stratégies de plaidoyer au niveau régional, à établir des partenariats et à renforcer la position de Girls Not Brides en tant que leader d'opinion dans le mouvement visant à mettre fin au mariage des enfants en Afrique.
Nommée directrice générale de l'African Women’s Development Fund (AWDF) en novembre 2020, elle prend fonction en janvier 2021,. Elle est également consultante internationale en matière de plaidoyer, d'élaboration de stratégies et de création de mouvements en faveur des droits des femmes. Elle est membre du conseil d'administration du Malala Fund et de Womankind Worldwide,,. 
Elle est fondatrice de la plateforme Ayala, une plateforme bilingue qui explore la question du féminisme en Afrique. À travers cette plateforme, Françoise Moudouthe documente et promeut les voix de féministes africaines à travers des interviews publiées sur le blog du siteweb. Elle anime également le Eyala Sisters’ Circles, une initiative centrées sur des rencontres en présentiel permettant aux femmes africaines de partager leurs expériences et de se soutenir mutuellement dans leur parcours féministe.
Parfaitement bilingue en langue anglaise et française, Françoise Moudouthe a également travaillé comme traductrice et rédactrice indépendante.

## Distinctions
En 2023, Françoise Moudouthe est nommée comme faisant partie da la liste des 100 femmes africaines les plus influentes de la catégorie CSO & PHILANTHROPY. Elle est reconnue par le World Economic Forum, comme l'une des 110 jeunes Leaders de moins de 40 ans les plus prometteurs du monde.

## Note de références
1. ↑  (en-GB) « AWDF welcomes incoming CEO, Françoise Moudouthe - The African Women's Development Fund », 14 octobre 2020 (consulté le 9 avril 2024).
2. ↑  (en-US) « La Camerounaise, Françoise Moudouthe, nommée à la tête du Fonds Africain pour le Développement de la Femme - PAN AFRICAN VISIONS », sur panafricanvisions.com, 23 octobre 2020 (consulté le 9 avril 2024).
3. ↑  « L' association », sur WATHI (consulté le 9 avril 2024).
4. 1 2 3 4  « Bio Françoise Kpeglo Moudouthe » [PDF], sur static1.squarespace.com, mai 2018 (consulté le 9 avril 2024).
5. 1 2 3 4  (en-GB) « LeadHer Shift Ep.7 ft. Francoise Moudouthe », sur alianollivierre.com (consulté le 9 avril 2024).
6. ↑  (en) « African Union Pledges a Stop to Child Marriage », sur Voice of America, 18 novembre 2014 (consulté le 9 avril 2024).
7. 1 2  « Françoise Moudouthe Chief Executive Officer, African Women's Development Fund », sur weforum.org (consulté le 9 avril 2024).
8. ↑  (en) « Choosing Courage and Finding Joy as a Leader — », sur Mallika Dutt (consulté le 9 avril 2024).
9. ↑  (en-GB) « Françoise Moudouthe | Bond », sur Bond | The international development network (consulté le 9 avril 2024).
10. ↑  (en-US) « 100Women | Avance Media | 100 Most Influential African Women » (consulté le 9 avril 2024).
11. ↑  Projecteur Magazine, « Françoise Moudouthe, l'étoile camerounaise qui performe au Canada », sur Projecteur Magazine, 3 janvier 2023 (consulté le 9 avril 2024).